# Renato Boncioni
Renato Boncioni (ur. 14 października 1941 w Brescii) – włoski kolarz szosowy, złoty medalista mistrzostw świata.

## Kariera
Największy sukces w karierze Renato Boncioni osiągnął w 1962 roku, kiedy zdobył brązowy medal w wyścigu ze startu wspólnego amatorów podczas mistrzostw świata w Salò. W zawodach tych wyprzedził bezpośrednio Duńczyka Ole Rittera oraz Holendra Ariego den Hartoga. Był to jednak jedyny medal wywalczony przez Boncioniego na międzynarodowej imprezie tej rangi. W tym samym roku wygrał ponadto włoskie wyścigi: GP Ezio del Rosso i GP Industria del Cuoio e delle Pelli. Nigdy nie wystąpił na igrzyskach olimpijskich. Nigdy też nie podpisał kontraktu zawodowego.

## Najważniejsze zwycięstwa i sukcesy
- 1962
  - mistrzostwo świata amatorów w wyścigu ze startu wspólnego